# Ludvík Aškenazy
Ludvík Aškenazy (n. 24 februarie 1921, Český Těšín, Moravia-Silezia, Cehia – d. 18 martie 1986, Bozen, Italia) a fost prozator și dramaturg evreu ceh.

## Opera
- 1955: Studii de copii ("Dětské etudy");
- 1959: Piticul și nemaipomenitele lui întâmplări ("Putování za švestkovou vůní");
- 1959: Îndrăgostiții din cutie ("Milenci z bedny");
- 1969: O viață de câine ("Psí život").